# Härkäsaari (ö på gränsen mellan Norra Karelen och Ryssland)
Härkäsaari är en ö på gränsen mellan Finland och Ryssland. På ön ligger riksröse 182. Den ligger i sjön Melaselänjärvi och i kommunen Ilomants i den ekonomiska regionen  Joensuu ekonomiska region  och landskapet Norra Karelen, i den sydöstra delen av landet, 400 km nordost om huvudstaden Helsingfors. Öns area är 0,2 hektar och dess största längd är 90 meter i öst-västlig riktning.